# Edward Bury
Edward Bury (* 18. September 1919 in Gniezno; † 13. Februar 1995 in Krakau) war ein polnischer Komponist, Dirigent, Pianist und Musikpädagoge.
Bury studierte von 1937 bis 1944 am Warschauer Konservatorium Komposition bei Kazimierz Sikorski, Dirigieren bei Walerian Bierdiajew und Klavier bei Zbigniew Drzewiecki. Von 1945 bis 1954 unterrichtete er an der Staatlichen Musikhochschule Krakau, wo er seit 1952 eine Professur innehatte. Daneben war er von 1949 bis 1952 Dirigent des Pommerschen Sinfonieorchesters. 1957 studierte er bei Ernest Ansermet die Interpretation französischer Musik (insbesondere Maurice Ravel und Claude Debussy). Vor allem in Krakau dirigierte er die Uraufführungen mehrerer Werke polnische Komponisten.
Für seine Erste Sinfonie erhielt er 1961 den Kunstpreis des Ministeriums für nationale Verteidigung. Für Modlitwę o pokój erhielt er 1968 die Silbermedaille des Pontifikates des Papstes Paul VI. Mit Treny warszawskie war er 1975 Preisträger beim nationalen Komponistenwettbewerb in Krakau. 1976 erhielt er für seine Msza ekumeniczna den Spezialpreis des polnischen Episkopats. Im Jahr 1975 wurde er mit dem Ritterkreuz des Ordens Polonia Restituta ausgezeichnet.

## Werke
- Intermezzo für Klavier (1940)
- Nokturn für Klavier (1940)
- Polonez für Klavier (1940)
- Veni Creator für gemischten Chor (1942)
- Stabat Mater für gemischten Chor (1943)
- Wariacje i fuga für Klavier (1945)
- Mała suita für Sinfonieorchester (1950)
- Tryptyk für Sinfonieorchester (1952)
- Uwertura koncertowa für Sinfonieorchester (1954)
- Suita giocosa für Sinfonieorchester (1956)
- Suita fantastyczna „Maski“ für Sinfonieorchester (1957)
- Suita symfoniczna für gemischten Chor und Orchester (1959)
- Symfonia nr 1 „Wolności“ (1960)
- Sancte Vincenti (Invocatio) für Männerchor (1960)
- Evangelli factus sum minister (Responsorium) für Männerchor (1960)
- Oculus Dei respexit (Responsorium) für Männerchor (1960)
- Messis guidem multa für Männerchor (1960)
- Sześć pieśni für gemischten Chor (1960)
- Symfonia nr 2 „Koncertująca“ für Flöte, Oboe, Klarinette, Trompete, Marimba und Sinfonieorchester (1962)
- Cztery pieśni für Männerchor (1963)
- Obrazy Tysiąclecia für gemischten Chor (1963)
- Symfonia nr 3 „Mówi prezydent John F. Kennedy“ für Sprecher, gemischten Chor (ad libitum) und Sinfonieorchester (1964)
- Hymn tysiąclecia für gemischten Chor und Orchester (1965)
- Symfonia nr 4 „Da timpani a tutti“ für Bass, gemischten Chor und Orchester (1966)
- Tryptyk żartobliwy für gemischten Chor (1966)
- Introitus - Gaudeamus omnes in Domino für gemischten Chor (1966)
- Modlitwa o pokój für gemischten Chor und Orgel (1968) oder Orchester (1969)
- Ofiara i chwała tryptyk o błogosławionym Maksymilianie Kolbe für Bariton, gemischten Chor und Orgel (1969)
- Symfonia nr 5 „Bohaterska“ (1970)
- Msza ekumeniczna für gemischten Chor, Kammerensemble und Orgel (1970)
- Symfonia nr 6 „Pacem in terris“ für Sprecher und Orchester (1973)
- Treny warszawskie für Bariton, gemischten Chor und Sinfonieorchester (1974)
- Cztery preludia für gemischten Chor (1974)
- Oratorium o św. Franciszku z Asyżu für Tenor, Sprecher, gemischten Chor, Männerchor, Knabenchor und Orgel (1975)
- Krakowskie wesele für gemischten Chor (1976)
- Symfonia nr 7 (1977)
- Pieśń marynarzy für Männerchor a cappella * (1977)
- Ta chwila całego życia für gemischten Chor oder Sopran, Tenor, Männerquartett und Orchester (1978)
- Międzynarodowy hymn pokoju für gemischten Chor und Klavier (1980)
- Symfonia nr 8 (1980)